# Miloš Kužvart
Miloš Kužvart (* 20. listopadu 1960 Praha) je český geolog a politik, v letech 1998–2002 ministr životního prostředí ČR, počátkem 21. století poslanec Poslanecké sněmovny za ČSSD, v roce 2004 krátce kandidát České republiky do Evropské komise. Z ČSSD později vystoupil a spoluzakládal sdružení Přátelé Miloše Zemana a později i stranu SPOZ. Od října 2022 je zastupitelem pražské městské části Satalice za uskupení Satalice sobě.

## Biografie
Vystudoval geologii a geochemii na přírodovědecké fakultě Univerzity Karlovy. Do roku 1989 pracoval v Ústředním ústavu geologickém. V 80. letech 20. století se účastnil vědeckých expedic na Tchien-šan, Kavkaz a na pohoří Jotunheimen v Norsku. V této době se podílel na činnosti environmentalistických organizací. Psal do samizdatového Ekologického bulletinu, seznámil se s ekologem Ivanem Dejmalem. V 90. letech spoluzakládal Společnost pro trvale udržitelný život. Počátkem této dekády pracoval i na ministerstvu životního prostředí v různých funkcích. Poté, co do čela rezortu nastoupil František Benda, byl ovšem Kužvart (tehdy ředitel odboru pro styk s veřejností) propuštěn z ministerstva. Přednášel na Přírodovědecké fakultě Univerzity Karlovy. Je členem České společnosti pro ochranu před zářením.
V polovině 90. let pracoval pro německou firmu RWTÜV, která firmám vydávala známky jakosti včetně ekologických. V roce 1995 vstoupil do ČSSD a předsedal její ekologické komisi. Ke vstupu do strany ho inspiroval nástup Miloše Zemana do čela sociální demokracie, Zemana totiž znal z dřívějších dob z Kruhu nezávislé inteligence.
V roce 1995 na základě úspěšného výběrového řízení pracoval jako ředitel Programové jednotky PHARE programu Evropské unie pro neziskový sektor v České republice.

### Ministrem životního prostředí
V červenci 1998 se stal ministrem životního prostředí ve vládě Miloše Zemana. Ve funkci zažil četné politické střety, zejména s ministrem průmyslu a obchodu Miroslavem Grégrem (ohledně Jaderné elektrárny Temelín) a ministrem zemědělství Janem Fenclem (ohledně kompetencí v oblasti ochrany vodstva). Do konfliktů se dostával ale i s environmentalisty, například kvůli jeho souhlasu s kácením stromů v nejcennějších zónách Národního parku Šumava nebo kvůli souhlasu s trasováním dálnice D8 přes Chráněnou krajinnou oblast České středohoří). V roce 2001 napsala Mladá fronta DNES, že Kužvart má sebevědomí, ale většinu sporů prohrává. Z několika regionálních organizací ČSSD se tehdy dokonce ozývaly hlasy, že by měl odstoupit. Ministerskou funkci zastával po celé funkční období Zemanovy vlády, do července 2002.

### Poslancem
Ve volbách v roce 2002 byl zvolen do poslanecké sněmovny za ČSSD (volební obvod Středočeský kraj). Byl místopředsedou sněmovního výboru pro veřejnou správu, regionální rozvoj a životní prostředí a v letech 2004–2006 i členem výboru pro evropské záležitosti. Ve sněmovně setrval do voleb v roce 2006.

### Kandidát na eurokomisaře
Počátkem roku 2004 byl po krátkou dobu zvažovaným kandidátem na post člena Evropské komise za Českou republiku. Komentátor Alexandr Mitrofanov si jeho nominaci vykládal jako projev taktizování jednotlivých křídel v ČSSD. Kužvartovi, který byl dosud považován za stoupence Miloše Zemana, tuto funkci nabídl Vladimír Špidla na doporučení Stanislava Grosse (Gross mu měl již předtím slíbit i post volebního lídra ČSSD v krajských volbách v roce 2004). V koalici i v části veřejnosti jeho nominace vzbudila kritiku. Miroslav Kalousek konstatoval, že „je jasné, že pan Kužvart není prvořadá váhová kategorie ani ve vlastní straně“. Kužvart i tak odcestoval do Bruselu na úvodní prezentaci. Jenže turné po evropských institucích jen vyostřilo kritiku vůči němu. Jako jediný z desítky budoucích komisařů z nových členských zemí Evropské unie totiž nedorazil na plánovanou schůzku s předsedou Evropské komise Romanem Prodim. Přijel navíc se zpožděním a bez jasně připraveného programu. Když se pak v Bruselu účastnil před zahraničními novináři tiskové konference, projevila se jeho špatná znalost angličtiny a na mnohé dotazy odpovídal jen větou „I am very optimistic“. Po návratu do Česka Kužvart naznačil, že na post rezignuje, protože necítí podporu. Když se o věci jednalo v ČSSD, Vladimír Špidla kvůli emocím s tím spojeným v jednu chvíli zkolaboval a ze sněmovny musela předsedu vlády odvézt do nemocnice záchranná služba. Koncem února 2004 se pak Kužvart skutečně vzdal ambice být eurokomisařem. Nahradil ho Pavel Telička.

### SPOZ
Kužvart později vystoupil z ČSSD a podílel se na založení SPOZ. Ve volbách do Poslanecké sněmovny PČR v roce 2013 kandidoval v Jihočeském kraji jako lídr SPOZ (z pozice nestraníka) a nebyl zvolen.

### Zastupitelem
V obecních volbách v říjnu 2022 byl zvolen zastupitelem pražské městské části Satalice za uskupení Satalice sobě.

## Rodina
Podle dostupných údajů k roku 2001 byl rozvedený, měl syna, žil s novou partnerkou. Jeho bratr Petr Kužvart byl známý advokát specializující se na zastupování subjektů usilujících o ochranu životního prostředí.